# クリス・リード
クリス・リード（リード ロバートクリストファー、英語: Chris Reed, 1989年7月7日 - 2020年3月15日）は、アメリカ合衆国出身の男性、日本のフィギュアスケートアイスダンス選手。村元哉中や姉のキャシー・リードとパートナーを組んだ。妹はアイスダンス選手のアリソン・リード。アビングトンオンライン高校卒業。
2010年バンクーバーオリンピック、2014年ソチオリンピック、2018年平昌オリンピック日本代表。全日本フィギュアスケート選手権優勝10回(2007-2010、2012-2017)。

## 人物
アメリカ合衆国ミシガン州カラマズー出身。母が日本人であり、出生時の国籍留保手続きにより国籍選択期限年齢に達するまでは日米両国の国籍を持っていた。
特技はトロンボーン演奏。2014-2015シーズンまでのパートナーでもあった姉のキャシー・リードはフルートを演奏する。血液型はA型。2015-2016シーズンから2017-2018シーズンのパートナーは村元哉中。

## 経歴
アメリカで姉のキャシーとカップルを組みアイスダンス競技を始める。2005-2006シーズンの全米フィギュアスケート選手権ノービスクラスで優勝。コーチであるニコライ・モロゾフのすすめで、2006-2007シーズンから日本に所属した。
移籍後、初出場となった第75回全日本選手権では2位となり、2007年四大陸フィギュアスケート選手権出場を決める。四大陸選手権ではコンパルソリーダンス7位、オリジナルダンス9位、フリーダンス6位となり総合で7位となる。
2007-2008シーズンからISUグランプリシリーズに招待され、スケートアメリカ、NHK杯に出場する。2度目の出場となった第76回全日本選手権では、アイスダンス競技唯一の競技者となり、世界選手権と四大陸選手権の代表となる。四大陸選手権では前回と同じ7位にとどまったが、自己最高得点を大きく更新する。
2009年世界選手権で16位に入り、この成績により翌年開催のバンクーバーオリンピックアイスダンス競技への日本選手の出場枠を獲得。2009年12月、第78回全日本選手権で優勝し、日本代表に選出されバンクーバーオリンピックに出場する。なお、妹のアリソン・リードもグルジア代表でアイスダンスに出場し、姉弟妹3人揃っての出場となる。続く世界選手権ではコンパルソリーダンスで2人が転倒する大きなミスがあったにもかかわらず、15位と自己最高成績を収めた。
2010-2011シーズン、グランプリシリーズでは両方7位という成績を収める。スケートアメリカの後、ニコライ・モロゾフからガリト・チャイトにコーチを変更し、練習拠点をロシアからアメリカに戻した。フリーダンスを新しくして挑んだ全日本選手権では4連覇を果たした。世界選手権ではフリーダンスの演技終了直前にクリスが転倒するミスがあったものの、総合で13位となり日本所属カップルの最高順位タイになった。
2011-2012シーズン、初戦となったNHK杯ではフリーダンスの5分間練習中に負傷、そのまま競技に出場したものの7位。リフトを行なっていたところ、他のカップルと衝突し転倒、負傷した。演技後に接触相手のブレードが自身の右足のスケート靴を貫通し、小指に四針の怪我を負い、骨折していたことがわかった。ロステレコム杯に出場する予定であったが、怪我のため出場を取りやめた。その後、治療にギプスが必要となり全日本選手権の出場を断念した。本格復帰後の2012-2013シーズンはNHK杯で5位、NRW杯で2位に入るなど好調な成績を記録している。
2013-2014シーズン、ソチオリンピックの最終予選であるネーベルホルン杯に出場。右膝の古傷の痛みを再発させた中、リフトの失敗があったものの7位に入り、出場枠5の中で4位の成績となった。ソチオリンピックはショートダンスで21位でフリーダンスに進出することはできなかった。世界選手権後には半月板の治癒を高めるための手術を行った。5月にはコーチをマリナ・ズエワに変更し、ミシガン州のカントンに練習拠点を移した。
2014-2015シーズン、全日本選手権で7度目の優勝。世界選手権ではショートダンスで転倒し、フリーダンスに出場することはできなかった。国別対抗戦には唯一第1回大会から4大会連続で出場した。4月19日、キャシーが競技からの引退を発表しカップルを解消した。6月17日、村元哉中とのカップル結成が発表された。
2015-2016シーズン、全日本選手権で優勝。メンターネスレネスクイックトルン杯では2位となった。初出場の世界選手権では15位に入った。
2016-2017シーズン、USインターナショナルクラシックで銀メダルを獲得。NHK杯は、左膝の負傷で大会直前に棄権を発表した。全日本選手権では自身9度目の優勝。世界選手権のSDでは、シークエンシャルツイズルのミスが響き、FD進出を逃した。
2017-2018シーズン、ネーベルホルン杯で2位に入り日本のアイスダンスでの平昌オリンピック出場権を獲得。第86回全日本フィギュアスケート選手権で3連覇を達成し平昌オリンピック代表に選ばれる。四大陸選手権で日本勢初となる銅メダルを獲得。平昌オリンピックでは日本勢最高タイとなる15位に入る。世界選手権では日本勢・アジア勢歴代最高となる11位を記録した。
2018年8月9日、村元とのカップルを解消したことが日本スケート連盟により発表された。
2019年12月31日、競技からの引退を発表した。
2020年3月15日、午前0時20分(日本時間)、アメリカ・デトロイトにて心臓突然死で死去。30歳没。1月から姉のキャシーとともに関空アイスアリーナで指導者として活動をはじめており、3月11日のブログにて、日本に帰国するため荷物を全て日本に送ったと報告した矢先のことであった。告別式は同月21日にミシガン州のシュレーダーハウェル葬儀場で営まれ、葬儀場のサイトやFacebook、Instagramでライブ配信された。
2021年12月27日、遺族の承認を得て、2022年9月23日にクリス・リード杯が行われることが告知された。

## 主な戦績

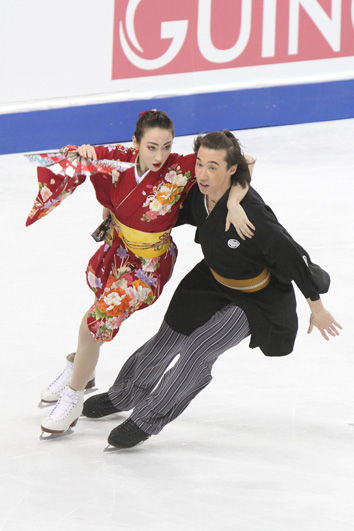
全日本フィギュアスケート選手権での姉・キャシーとの演技（2010年）

- 村元哉中とのカップル

| 冬季オリンピック   |    |         | 15     |
| 世界選手権         | 15 | 23      | 11     |
| 四大陸選手権       | 7  | 9       | 3      |
| 全日本選手権       | 1  | 1       | 1      |
| アジア冬季大会     |    | 2       |        |
| GPスケートアメリカ |    | 8       | 7      |
| GP NHK杯           | 7  | 棄権    | 9      |
| CSネーベルホルン杯 |    |         | 2      |
| CS USクラシック    |    | 2       | 3      |
| ネスレ杯           | 2  |         |        |
| 団体戦             |    |         |        |
| 冬季オリンピック   |    |         | 5 団体 |
| 世界国別対抗戦     |    | T1 / P5 |        |

- キャシー・リードとのカップル

| 大会/年            | 2005-06 | 2006-07 | 2007-08 | 2008-09 | 2009-10 | 2010-11 | 2011-12 | 2012-13 | 2013-14 | 2014-15 |
| ------------------ | ------- | ------- | ------- | ------- | ------- | ------- | ------- | ------- | ------- | ------- |
| 冬季オリンピック   |         |         |         |         | 17      |         |         |         | 21      |         |
| 世界選手権         |         |         | 16      | 16      | 15      | 13      | 24      | 20      | 18      | 22      |
| 四大陸選手権       |         | 7       | 7       | 棄権    |         |         |         | 7       |         |         |
| 全日本選手権       |         | 2       | 1       | 1       | 1       | 1       |         | 1       | 1       | 1       |
| GPNHK杯            |         |         | 8       | 8       | 7       | 7       | 7       | 5       | 6       | 6       |
| GPスケートアメリカ |         |         | 9       |         |         | 7       |         |         | 5       |         |
| ネスレ杯           |         |         |         |         |         |         |         | 2       |         | 4       |
| ネーベルホルン杯   |         |         |         |         |         |         | 4       |         | 7       |         |
| NRW杯              |         |         |         |         |         |         |         | 2       |         |         |
| ゴールデンスピン   |         | 4       |         |         | 5       |         |         | 9       |         |         |
| 冬季アジア大会     |         |         |         |         |         | 2       |         |         |         |         |
| 全米選手権         | 1 N     |         |         |         |         |         |         |         |         |         |
| 団体戦             |         |         |         |         |         |         |         |         |         |         |
| 冬季オリンピック   |         |         |         |         |         |         |         |         | 5 団体  |         |
| 世界国別対抗戦     |         |         |         | T3 / P5 |         |         | T1 / P6 | T3 / P4 |         | T3 / P6 |

- Nはノービスクラス

### 詳細
| 2017-2018 シーズン    |                                                                               |          |          |           |
| 開催日                | 大会名                                                                        | SD       | FD       | 結果      |
| 2018年3月21日 - 24日  | 2018年世界フィギュアスケート選手権（ミラノ）                                  | 10 65.65 | 11 98.73 | 11 164.38 |
| 2018年2月19日 - 20日  | 2018年平昌オリンピック（江陵）                                                | 15 63.41 | 13 97.22 | 15 160.63 |
| 2018年2月9日 - 12日   | 2018年平昌オリンピック 団体戦（江陵）                                         | 5 62.05  | 5 87.88  | 5 団体    |
| 2018年1月22日 - 28日  | 2018年四大陸フィギュアスケート選手権（台北）                                  | 2 65.27  | 3 98.59  | 3 163.86  |
| 2017年12月21日 - 24日 | 第86回全日本フィギュアスケート選手権（調布）                                  | 1 65.71  | 1 100.74 | 1 166.45  |
| 2017年11月24日 - 26日 | ISUグランプリシリーズ スケートアメリカ（レークプラシッド）                    | 6 62.30  | 8 93.50  | 7 155.80  |
| 2017年11月10日 - 12日 | ISUグランプリシリーズNHK杯（大阪）                                            | 9 61.82  | 8 94.59  | 9 156.41  |
| 2017年9月27日 - 30日  | ISUチャレンジャーシリーズネーベルホルン杯（オーベルストドルフ）               | 2 62.67  | 2 96.63  | 2 159.30  |
| 2017年9月13日 - 17日  | ISUチャレンジャーシリーズUSインターナショナルクラシック（ソルトレイクシティ） | 2 60.00  | 3 91.45  | 3 151.45  |

| 2016-2017 シーズン     |                                                                                |          |         |                   |
| 開催日                 | 大会名                                                                         | SD       | FD      | 結果              |
| 2017年4月20日 - 23日   | 2017年世界フィギュアスケート国別対抗戦（東京）                                 | 5 63.77  | 6 92.68 | 1 団体 （156.45） |
| 2017年3月27日 - 4月2日 | 2017年世界フィギュアスケート選手権（ヘルシンキ）                               | 23 54.68 | -       | 23                |
| 2017年2月23日 - 25日   | 2017年アジア冬季競技大会（札幌）                                               | 2 64.64  | 2 94.40 | 2 159.14          |
| 2017年2月14日 - 19日   | 2017年四大陸フィギュアスケート選手権（江陵）                                   | 9 57.80  | 9 82.58 | 9 140.38          |
| 2016年12月22日 - 25日  | 第85回全日本フィギュアスケート選手権（門真）                                   | 1 62.04  | 1 96.32 | 1 158.36          |
| 2016年11月25日 - 27日  | ISUグランプリシリーズ NHK杯（札幌）                                            | -        | -       | 棄権              |
| 2016年10月21日 - 23日  | ISUグランプリシリーズ スケートアメリカ（シカゴ）                               | 10 56.19 | 7 91.18 | 8 147.37          |
| 2016年9月14日 - 17日   | ISUチャレンジャーシリーズ USインターナショナルクラシック（ソルトレイクシティ） | 2 61.10  | 2 90.08 | 2 151.18          |

| 2015-2016 シーズン     |                                                    |          |          |           |
| 開催日                 | 大会名                                             | SD       | FD       | 結果      |
| 2016年3月26日 - 4月3日 | 2016年世界フィギュアスケート選手権（ボストン）     | 16 59.00 | 14 88.90 | 15 147.90 |
| 2016年2月16日 - 21日   | 2016年四大陸フィギュアスケート選手権（台北）       | 7 57.13  | 6 88.70  | 7 145.83  |
| 2016年1月6日 - 10日    | 2016年メンターネスレネスクイックトルン杯（トルン） | 2 58.64  | 2 91.27  | 2 149.91  |
| 2015年12月24日 - 27日  | 第84回全日本フィギュアスケート選手権（札幌）       | 1 58.36  | 1 88.72  | 1 147.08  |
| 2015年11月27日 - 29日  | ISUグランプリシリーズ NHK杯（長野）                | 7 53.44  | 7 81.53  | 7 134.97  |

| 2014-2015 シーズン    |                                                    |          |         |          |
| 開催日                | 大会名                                             | SD       | FD      | 結果     |
| 2015年4月16日 - 19日  | 2015年世界フィギュアスケート国別対抗戦（東京）     | 6 49.99  | 6 73.24 | 3 団体   |
| 2015年3月23日 - 29日  | 2015年世界フィギュアスケート選手権（上海）         | 22 48.32 | -       | 22       |
| 2015年1月7日 - 10日   | 2015年メンターネスレネスクイックトルン杯（トルン） | 2 57.53  | 4 81.53 | 4 139.06 |
| 2014年12月25日 - 28日 | 第83回全日本フィギュアスケート選手権（長野）       | 1 57.18  | 1 89.62 | 1 146.80 |
| 2014年11月28日 - 30日 | ISUグランプリシリーズ NHK杯（門真）                | 7 50.55  | 5 80.33 | 6 130.88 |

| 2013-2014 シーズン    |                                                      |          |          |           |
| 開催日                | 大会名                                               | SD       | FD       | 結果      |
| 2014年3月24日 - 30日  | 2014年世界フィギュアスケート選手権（さいたま）       | 14 55.18 | 18 80.95 | 18 136.13 |
| 2014年2月6日 - 22日   | ソチオリンピック（ソチ）                             | 21 52.29 | -        | 21        |
| 2014年2月6日 - 22日   | ソチオリンピック 団体戦（ソチ）                      | 8 52.00  | 5 76.34  | 5 団体    |
| 2013年12月20日 - 23日 | 第82回全日本フィギュアスケート選手権（さいたま）     | 1 55.51  | 1 87.36  | 1 142.87  |
| 2013年11月8日 - 10日  | ISUグランプリシリーズ NHK杯（東京）                  | 7 51.91  | 6 81.85  | 6 133.76  |
| 2013年10月18日 - 20日 | ISUグランプリシリーズ スケートアメリカ（デトロイト） | 6 54.28  | 5 81.85  | 5 136.13  |
| 2013年9月25日 - 28日  | 2013年ネーベルホルン杯（オーベルストドルフ）         | 8 48.41  | 5 78.56  | 7 126.97  |

| 2012-2013 シーズン    |                                                |          |          |           |
| 開催日                | 大会名                                         | SD       | FD       | 結果      |
| 2013年4月11日 - 14日  | 2013年世界フィギュアスケート国別対抗戦（東京） | 4 56.35  | 4 85.40  | 4 141.75  |
| 2013年3月10日 - 17日  | 2013年世界フィギュアスケート選手権（ロンドン） | 19 53.95 | 20 75.99 | 20 129.94 |
| 2013年2月6日 - 11日   | 2013年四大陸フィギュアスケート選手権（大阪）   | 6 53.97  | 7 77.07  | 7 131.04  |
| 2013年1月10日 - 13日  | 2013年ネスレネスクイック杯（トルン）           | 1 58.01  | 2 78.28  | 2 136.29  |
| 2012年12月20日 - 24日 | 第81回全日本フィギュアスケート選手権（札幌）   | 1 53.41  | 1 80.51  | 1 133.92  |
| 2012年12月13日 - 16日 | 2012年ゴールデンスピン（ザグレブ）             | 7 55.29  | 10 75.54 | 9 130.83  |
| 2012年11月23日 - 25日 | ISUグランプリシリーズ NHK杯（利府）            | 5 48.33  | 5 76.13  | 5 124.46  |
| 2012年11月2日 - 4日   | 2012年NRW杯（ドルトムント）                    | 2 55.88  | 2 84.95  | 2 140.83  |

| 2011-2012 シーズン     |                                                |          |         |          |
| 開催日                 | 大会名                                         | SD       | FD      | 結果     |
| 2012年4月19日 - 22日   | 2012年世界フィギュアスケート国別対抗戦（東京） | 6 49.47  | 6 70.08 | 6 119.55 |
| 2012年3月26日 - 4月1日 | 2012年世界フィギュアスケート選手権（ニース）   | 24 44.19 | -       | 24       |
| 2011年11月11日 - 13日  | ISUグランプリシリーズ NHK杯（札幌）            | 8 49.36  | 7 73.86 | 7 123.22 |
| 2011年9月21日 - 24日   | 2011年ネーベルホルン杯（オーベルストドルフ）   | 5 47.90  | 4 77.64 | 4 125.54 |

| 2010-2011 シーズン     |                                                        |          |          |           |
| 開催日                 | 大会名                                                 | SD       | FD       | 結果      |
| 2011年4月24日 - 5月1日 | 2011年世界フィギュアスケート選手権（モスクワ）         | 13 54.86 | 13 78.47 | 13 133.33 |
| 2011年1月30日 - 2月6日 | 第7回アジア冬季競技大会（アスタナ）                    | 2 50.97  | 1 77.31  | 2 128.28  |
| 2010年12月24日 - 27日  | 第79回全日本フィギュアスケート選手権（長野）           | 1 51.77  | 1 75.94  | 1 127.71  |
| 2010年11月12日 - 14日  | ISUグランプリシリーズ スケートアメリカ（ポートランド） | 8 44.40  | 7 68.99  | 7 113.39  |
| 2010年10月22日 - 24日  | ISUグランプリシリーズ NHK杯（名古屋）                  | 7 44.90  | 7 69.62  | 7 114.52  |

| 2009-2010 シーズン  |                                              |          |          |          |           |
| 開催日              | 大会名                                       | CD       | OD       | FD       | 結果      |
| 2010年3月22日-28日  | 2010年世界フィギュアスケート選手権（トリノ） | 23 24.78 | 14 50.41 | 13 79.74 | 15 154.93 |
| 2010年2月12日-28日  | バンクーバーオリンピック（バンクーバー）     | 18 29.49 | 14 50.81 | 16 79.30 | 17 159.60 |
| 2009年12月25日-27日 | 第78回全日本フィギュアスケート選手権（門真） | 1 31.17  | 1 49.58  | 1 82.62  | 1 163.37  |
| 2009年12月10日-12日 | 2009年ゴールデンスピン（ザグレブ）           | 6 28.31  | 5 45.51  | 5 72.94  | 5 146.76  |
| 2009年11月27日-30日 | ISUグランプリシリーズ NHK杯（長野）          | 7 28.58  | 7 46.36  | 8 72.59  | 7 147.53  |

| 2008-2009 シーズン  |                                                    |          |          |          |           |
| 開催日              | 大会名                                             | CD       | OD       | FD       | 結果      |
| 2009年4月16日-19日  | 2009年世界フィギュアスケート国別対抗戦（東京）     | -        | 5 44.80  | 5 75.43  | 5 120.23  |
| 2009年3月23日-29日  | 2009年世界フィギュアスケート選手権（ロサンゼルス） | 18 27.24 | 15 49.58 | 16 74.22 | 16 151.04 |
| 2008年12月25日-27日 | 第77回全日本フィギュアスケート選手権（長野）       | 1 31.91  | 1 47.47  | 1 76.97  | 1 156.35  |
| 2008年11月27日-30日 | ISUグランプリシリーズ NHK杯（東京）                | 8 27.17  | 10 39.87 | 8 68.79  | 8 135.83  |

| 2007-2008 シーズン     |                                                      |          |          |          |           |
| 開催日                 | 大会名                                               | CD       | OD       | FD       | 結果      |
| 2008年3月17日-23日     | 2008年世界フィギュアスケート選手権（ヨーテボリ）     | 18 28.16 | 18 47.70 | 16 79.29 | 16 155.15 |
| 2008年2月11日-17日     | 2008年四大陸フィギュアスケート選手権（高陽）         | 7 27.06  | 7 49.64  | 7 81.77  | 7 158.47  |
| 2007年12月26日-28日    | 第76回全日本フィギュアスケート選手権（大阪）         | 1 30.13  | 1 51.22  | 1 85.06  | 1 166.41  |
| 2007年11月29日-12月2日 | ISUグランプリシリーズ NHK杯（仙台）                  | 10 25.45 | 8 44.28  | 7 74.12  | 8 143.85  |
| 2007年10月25日-28日    | ISUグランプリシリーズ スケートアメリカ（レディング） | 9 26.47  | 9 43.79  | 9 72.37  | 9 142.63  |

| 2006-2007 シーズン  |                                                              |         |         |         |          |
| 開催日              | 大会名                                                       | CD      | OD      | FD      | 結果     |
| 2007年2月5日-11日   | 2007年四大陸フィギュアスケート選手権（コロラドスプリングス） | 7 27.42 | 9 40.88 | 6 75.87 | 7 144.17 |
| 2006年12月27日-29日 | 第75回全日本フィギュアスケート選手権（名古屋）               | 2 26.74 | 2 46.30 | 2 77.00 | 2 150.04 |
| 2006年11月16日-19日 | 2006年ゴールデンスピン（ザグレブ）                           | 4 25.90 | 4 41.51 | 4 72.17 | 4 139.58 |

| 2005-2006 シーズン |                                                             |         |         |         |         |
| 開催日             | 大会名                                                      | CD1     | CD2     | FD      | 結果    |
| 2006年1月7日-15日  | 全米フィギュアスケート選手権 ノービスクラス（セントルイス） | 2 19.23 | 2 19.21 | 1 59.71 | 1 98.15 |

## プログラム使用曲
| シーズン  | SD | FD | EX                                                                              |
| --------- | --- | --- | ------------------------------------------------------------------------------- |
| 2017-2018 | チャチャ：I Like It Like That ルンバ：Mondo Bongo サンバ：Batucada de Sambrasil 振付：マリナ・ズエワ                                              | ラストエンペラー 戦場のメリークリスマス 作曲：坂本龍一 振付：マッシモ・スカリ | Unsteady 曲：X・アンバサダーズ 振付：ランディ・ストロング                       |
| 2016-2017 | ブルース：The Sun's Gonna Shine Again ジャイブ：I've Got a Woman スウィング： Mess Around 演奏：レイ・チャールズ                                  | Poeta en el Puerto Amor Dulce Muert Nada Puede Dormir Poeta en el Viento 作曲：ビセンテ・アミーゴ | All I Need is That Girl ミュージカル『ジプシー』より 作曲：ジューリー・スタイン |
| 2015-2016 | ワルツ：Wiener Cafe マーチ：Olympiamarsch マーチ：UNO March 作曲：ロベルト・シュトルツ 振付：マリナ・ズエワ、マッシモ・スカリ                     | ペニーズ・フロム・ヘブン 作曲：アーサー・ジョンストン Jubilee Stomp 作曲：デューク・エリントン The Reel Chaplin: A Symphonic Adventure 指揮：カール・デイヴィス 映画『ライムライト』より 作曲：チャーリー・チャップリン 演奏：トーマス・ベックマン 振付：マリナ・ズエワ、マッシモ・スカリ      | Everything Has Changed 曲：テイラー・スウィフト feat. エド・シーラン            |
| 2014-2015 | El Cid - Farruca by Thomas Hickstein、Elva La Guardia Gato Montes by Hugo Montenegro 振付：マリナ・ズエワ、オレグ・エスプタイン、マッシモ・スカリ | ムーン・リバー Mr. Lucky The Big Blow Out 作曲：ヘンリー・マンシーニ 振付：マリナ・ズエワ、オレグ・エスプタイン、マッシモ・スカリ | River Flows In You 作曲：イルマ                                                 |
| 2013-2014 | 踊るリッツの夜 作曲：アーヴィング・バーリン ハーレム・ノクターン 作曲：アール・ヘイゲン、ディック・ロジャーズ 振付：イーゴリ・シュピリバンド      | Ona Hei ゲーム『トータルウォー:ショーグン2』サウンドトラックより 作曲：ジェフ・ヴァン・ダイク テレビアニメ『地獄少女 三鼎』サウンドトラックより 作曲：水谷広実 Good Death ゲーム『トータルウォー:ショーグン2』サウンドトラックより 作曲：ジェフ・ヴァン・ダイク 振付：イーゴリ・シュピリバンド | 映画『陰陽師』より 作曲：梅林茂                                                 |
| 2012-2013 | 映画『掠奪された七人の花嫁』サウンドトラックより 6月の花嫁 納屋の踊り 作曲：ジーン・デ・ポール、アドルフ・ドイチュ 振付：イーゴリ・シュピリバンド | ゴールデン・スランバー キャリー・ザット・ウェイト ジ・エンド 曲：ビートルズ 振付：アレクセイ・ゴルシュコフ | The Prayer ボーカル：セリーヌ・ディオン、アンドレア・ボチェッリ                 |
| 2011-2012 | チャチャ：La Llama ボーカル：Chris Ice ルンバ：Whatever Happens 曲：マイケル・ジャクソン サンバ：The Drums 演奏：Basic J                          | 映画『ラガーン』サウンドトラックより Chale Chalo 作曲：A・R・ラフマーン Mon Amour ボーカル：デヴィッド・ヴィサン | Lady Grinning Soul 演奏：ルチア・ミカレリィ                                     |
| 2010-2011 | 映画『アダムス・ファミリー』より ワルツ：A Party For Me? タンゴ：The Tango 作曲：マーク・シャイマン                                               | So She Dances ボーカル：ジョシュ・グローバンJust for a Little While by Smokin' Joe Kubek Band Ain't No Sunshine ボーカル：アル・ジャロウ 映画『ブルース・ブラザース』より Think ボーカル：アレサ・フランクリン                                                                                 | タイスの瞑想曲 作曲：ジュール・マスネ                                           |
| シーズン  | OD | FD | EX                                                                              |
| 2009-2010 | さくらさくら 日本古謡 Lion 演奏：鼓童 | 天使と悪魔より 作曲：ハンス・ジマー |                                                                                 |
| 2008-2009 | Money, Money 『キャバレー』サウンドトラックより                                                                                                   | 梅と薔薇 作曲：アレッサンドロ・サフィナ |                                                                                 |